# Sextoy (DJ)
Pour les articles homonymes, voir Sextoy (homonymie).
Sextoy, pseudonyme de Delphine Palatsi, est une DJ française née le 7 octobre 1968 à Saint-Mandé et morte le 3 février 2002 à Nogent-sur-Marne.

## Biographie
Sextoy était ouvertement lesbienne.
Elle meurt d'un arrêt cardiaque le 3 février 2002, dans son domicile parisien, et est inhumée au cimetière du Père-Lachaise (division 28).

## Inspirations
Les mixes de Sextoy avaient la particularité de mélanger les genres et les sources d'inspirations, les transformant ainsi en happening : mangas, Marvel, David Bowie et le cinéma asiatique, côtoyaient l'intérêt de Delphine Palatsi pour la culture House-Techno, depuis ses débuts dans les années 1990, enrichi par de nombreux séjours à New York, et sa participation aux premières Rave Party de France.

## Inspiratrice
Delphine Palatsi a inspiré, de son vivant et après sa mort, de nombreux artistes aussi bien dans la musique et la techno bien sûr, mais également dans la littérature, le cinéma ainsi que dans l'art corporel et contemporain.
- Sextoy apparaît dans plusieurs films et vidéos de la réalisatrice Anna Margarita Albelo dite « La Chocha ».

Elle est principalement l'une des héroïnes du film Koko (1997) avec Axelle Le Dauphin.
- Elle a été une source d'inspiration pour l'artiste photographe et vidéaste  Rebecca Bournigault.

Dans la vidéo October love song, 1998 on les voit toutes les deux en train d'écouter leurs disques préférés en chantant.
- Elle a inspiré le personnage d'Alex à Ann Scott dans le roman Superstars (Flammarion, 2000).
- Ann Scott lui consacre également un récit dans le recueil Poussières d'anges (Librio, 2002).

## Discographie

### Compilations mixées
- Lick, 2000 (Human/UWE)
- Club Pride 2001, 2001 (Pschent)

## Filmographie
- Projet Sextoy (Anastasia Mordin et Lidia Terki, 2014 -75 min)
- Sextoy Stories (Anastasia Mordin et Lidia Terki, 2014 - 52 min)